# Сильонис, Карлос
Ка́рлос Сильо́нис (исп. Carlos Cillóniz; 1 июля 1910, Ика, Ика, Перу — 24 октября 1972, Лима) — перуанский футболист, нападающий, участник чемпионата мира 1930 года (как запасной игрок).

## Карьера

### Клубная
Карлос Сильонис играл за клуб «Университарио» на позиции центрфорварда. В 1929 году он стал лучшим бомбардиром чемпионата Перу.

### В сборной
В составе сборной Сильонис отправился на первый чемпионат мира, но на поле его тренер не выпустил, сделав ставку на других игроков.